# Gibeon
Gibeon es un distrito electoral de la Región de Hardap en Namibia. Su población es de 11 201 habitantes.
- Datos: Q991667
- Multimedia: Gibeon, Namibia / Q991667